# Максаково (Нижегородская область)
Макса́ково — деревня в Павловском районе Нижегородской области. Входит в состав Варежского сельсовета .

## История
Деревня впервые упоминается в писцовых книгах 1629-30 годов в числе вотчинных деревень Ивана Никитича Романова, в ней было 6 дворов крестьянских, 6 бобыльских и 17 пустых. В окладных книгах 1676 года деревня в составе Арефинского прихода, в ней было 8 дворов крестьянских.
В конце XIX — начале XX века деревня входила в состав Арефинской волости Муромского уезда Владимирской губернии. В 1859 году в деревне числилось 35 дворов, в 1905 году — 42 дворов, в 1926 году — 65 дворов.
С 1929 года деревня являлась центром Максаковского сельсовета Павловского района Горьковского края, с 1931 года — в составе Малоиголкинского сельсовета, с 1936 года — в составе Горьковской области, с 1954 года — в составе Варежского сельсовета.

## Население
| 1859 | 1905 | 1926 | 2002 | 2010 |
| ---- | ---- | ---- | ---- | ---- |
| 245  | ↗278 | ↘270 | ↘44  | ↘26  |